# Trollgölen (Björsäters socken, Östergötland)
Trollgölen är en sjö i Åtvidabergs kommun i Östergötland och ingår i Söderköpingsåns huvudavrinningsområde. Sjöns area är 0,0048 kvadratkilometer och den befinner sig 100 meter över havet.